# Reed Van Dyk
Reed Van Dyk é um cineasta estadunidense. Foi indicado ao Oscar de melhor curta-metragem em live action na edição de 2018 pelo trabalho na obra DeKalb Elementary.

## Filmografia
- 2017: DeKalb Elementary
- 2014: nasty hardcoreXXX amateur couple
- 2013: Hung Up
- 2008: The Conservatory
- TBA:  Placid Universe Theory
- 2016: Owen
- 2015: Christian Fellowship Players
- 2015: F.T.E.W: For The Epic Win